# Теша Тешановић
Теша Тешановић (Вршац, 17. мај 1988) српски је новинар и водитељ. Оснивач је медијске куће Балкан инфо.

## Биографија
Рођен је у Вршцу, а периодично живи и ради у Београду и Пекингу. У главном граду Србије је уписао филозофију на Филозофском факултету који још увек није завршио. У новембру 2021. године је објавио да су му остала још два испита на овом факултету и да ускоро треба да дипломира.

### Каријера
Један је од оснивача Јутјуб телевизије Балкан инфо из Београда, на којој је радио од оснивања 2015. године па све до децембра 2022. године, где је заједно са Александром Павковићем и Марком Јеремићем био један од водитеља на овој интернет телевизији.
Ширу популарност је стекао крајем 2016. године након интервјуа са Мирољубом Петровићем, који је на Јутјубу прегледан преко милион пута. Напустио је Балкан инфо почетком децембра 2022. године због, како тврди, уређивачке политике и сарадње са Александром Вучићем.

## Приватни живот
Изјашњава се као Србин, мада поред српског има и мађарско порекло са мајчине стране. Крштен је у Српској православној цркви. Иако према његовим речима није религиозан, по свом убеђењу је трезвењак.
Он себе сматра српским националистом био је члан Српске радикалне странке и у више наврата је изјављивао да је Велика Србија нормална тежња српског народа. Тешановић је по својим речима синофил.
Тешановић је верен са десет година млађом Маријом Јеремић.
Панк група Багра и Инцидент је посветила песму Теши Тешановићу.